# Eleições na Islândia
Na Islândia, são realizadas eleições para escolher o presidente da républica, os deputados do parlamento e das assembleias municipais:
- Eleições presidenciais (Forsetakosningar á Íslandi) - Ocorrem de quatro em quatro anos.  Os eleitores elegem o presidente da Islândia.[1]
- Eleições legislativas (Alþingiskosningar) - Ocorrem de quatro em quatro anos.  Os eleitores elegem representantes para o Parlamento da Islândia (Alþingi). Devido à existência de numerosos partidos, é necessária a formação de coligações para atingir as maiorias.[2]
- As eleições municipais (Sveitarstjórnarkosningar á Íslandi) - Têm lugar igualmente de quatro em quatro anos. Os eleitores escolhem os deputados para as Assembleias Municipais.[3]

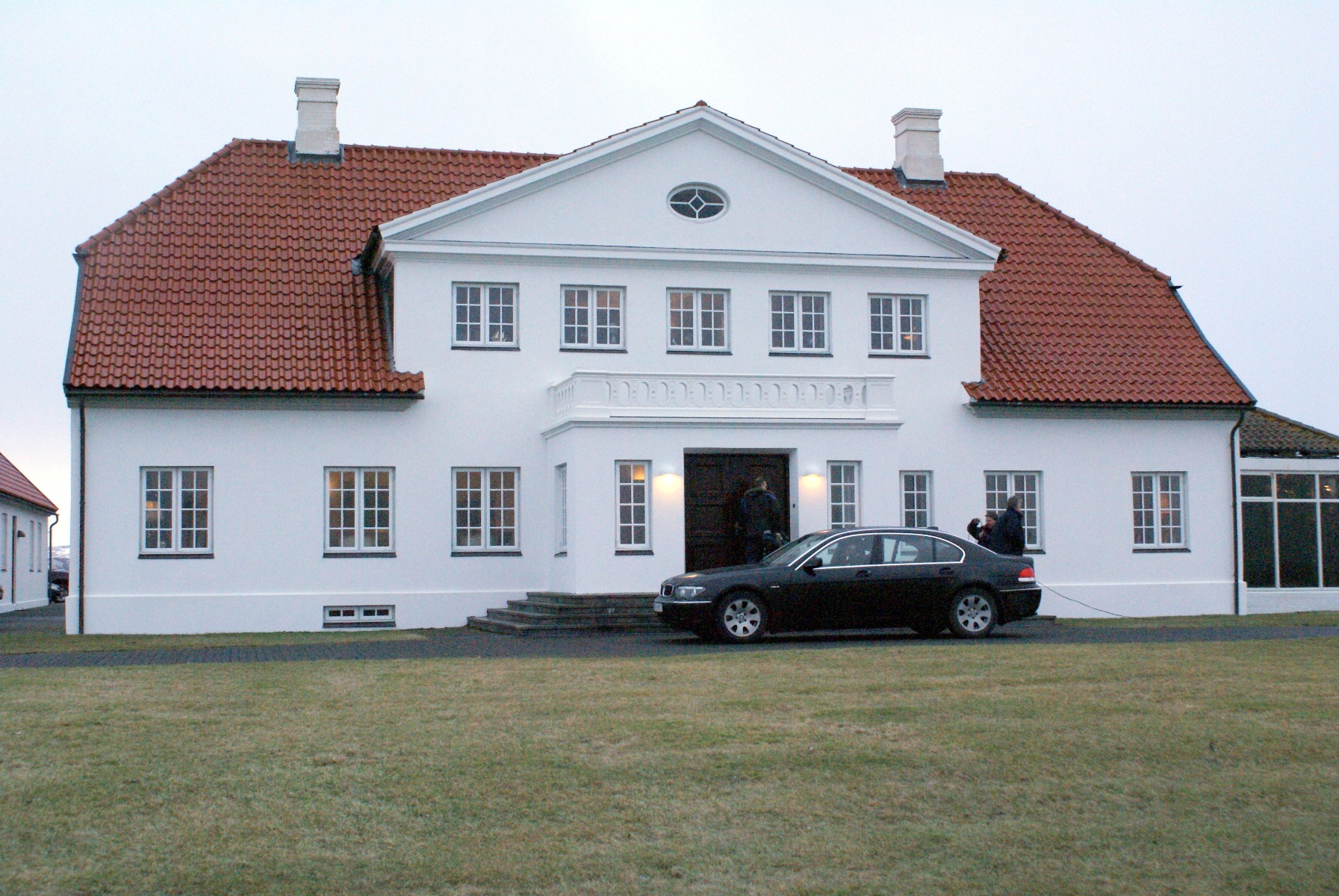
A Residência do Presidente (Bessastaðir)
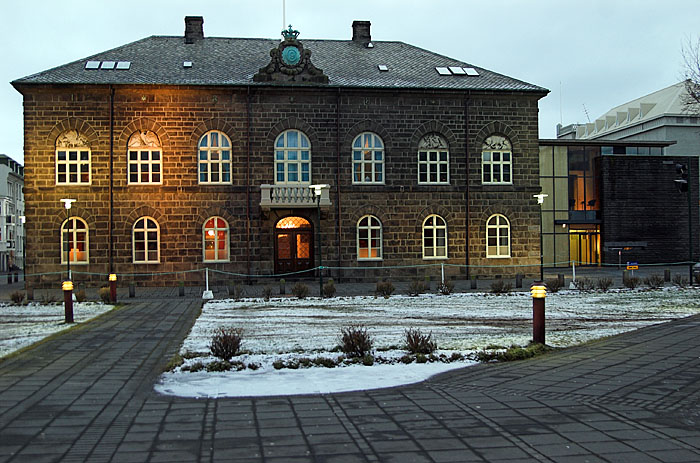
O Parlamento (Alþingishúsið)
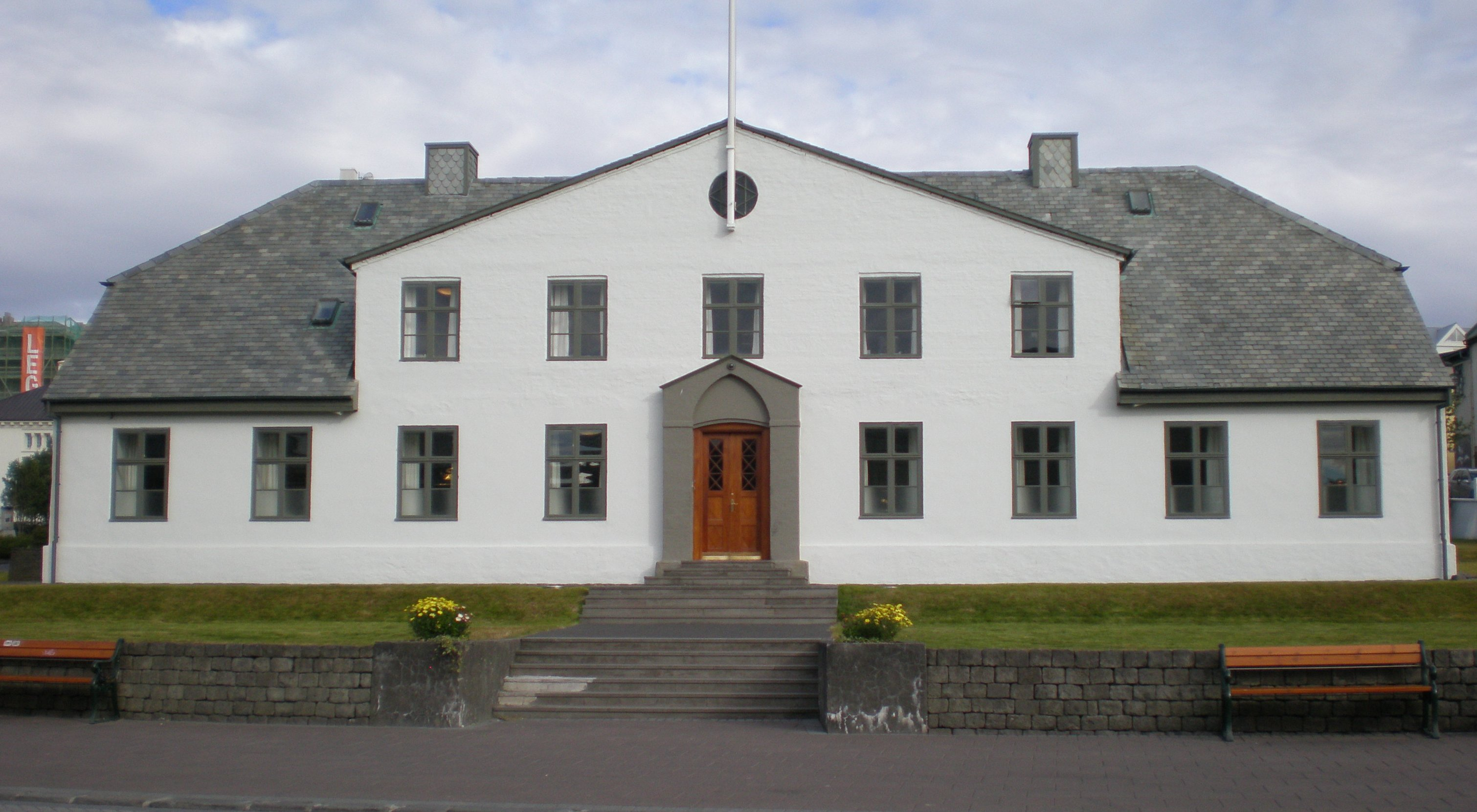
A Casa do Governo (Stjórnarráðið)